# Trifolium incarnatum
Il trifoglio incarnato (Trifolium incarnatum L., 1753) è una pianta annuale e talvolta biennale della famiglia delle Fabacee (o Leguminosae nom. cons.).

## Descrizione

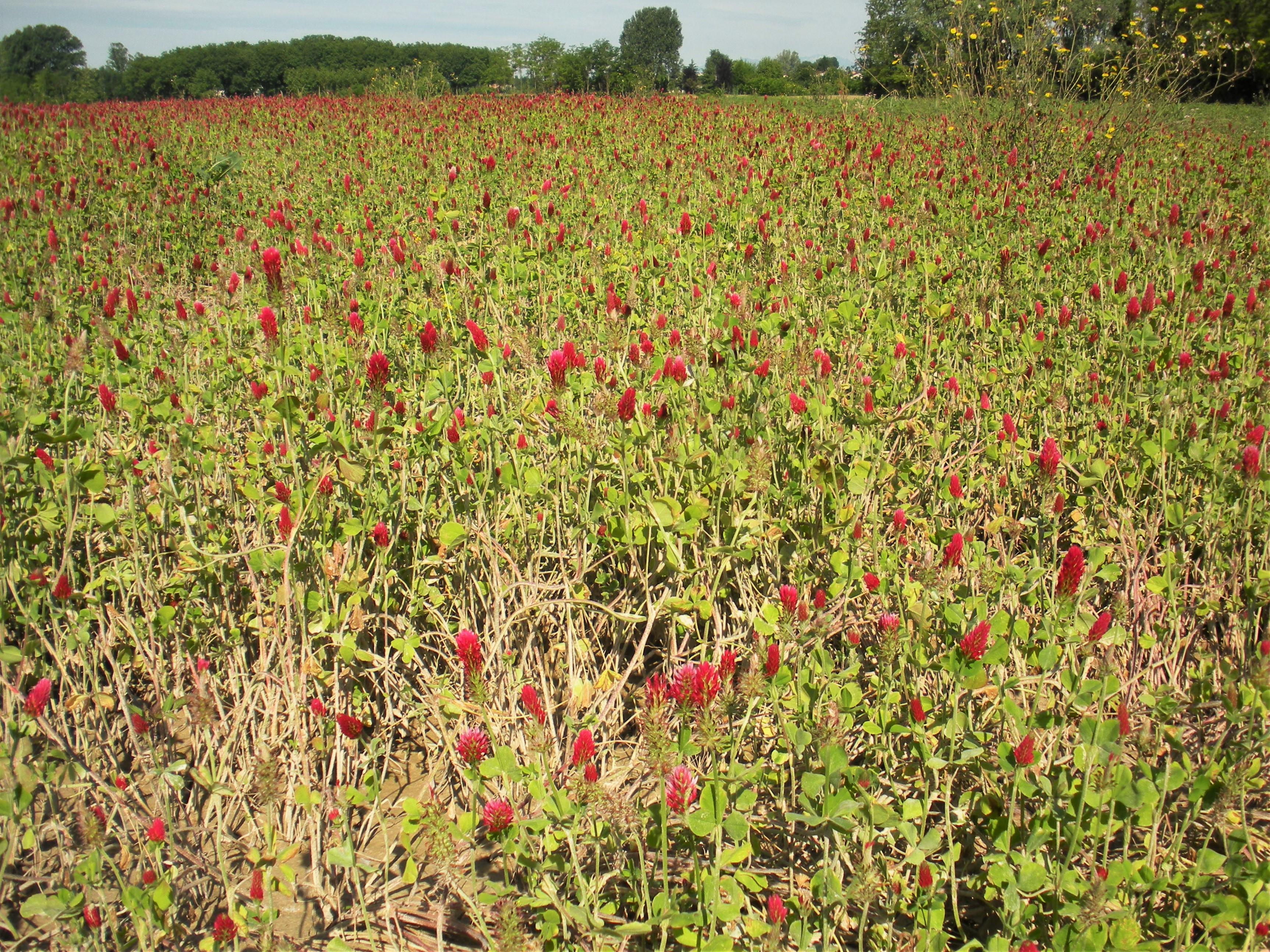
Un campo di trifoglio incarnato

È una pianta erbacea, annuale, con fusto per lo più non ramificato, che raggiunge un'altezza tra 20 e 50 cm, ricoperto di peli.
Le foglie, alterne, sono tripartite, ogni fogliolina ha una forma ovale larga 1-1,5 cm e lunga 1–2 cm. Il bordo è denticolato nella metà apicale. Le foglie sono pelose su entrambe le superfici e sono rette da un picciolo peloso di 2–4 cm, con alla base stipole ovate, avvolgenti il fusto.
I fiori sono riuniti in una infiorescenza a capolino spiciforme, di colore rosso, posta all'apice del fusto, composta da numerosi fiori ermafroditi con calice attinomorfo.
Il frutto è un baccello detto camara, che contiene un solo seme giallastro.

## Distribuzione e habitat
Il trifoglio incarnato era distribuito soprattutto nell'area Mediterranea: Portogallo, Spagna, Francia, Italia, i Balcani e nella Turchia, ma in seguito all'uso della pianta come foraggio per il bestiame, la pianta cresce ormai ovunque.

## Usi
La pianta è coltivata per uso foraggero.